# Al-Muwatta
Al-muwatta (àrab: الموطأ, Al-muwaṭṭaʾ, lit. ‘El camí esplanat’) o el Muwatta de l'imam Màlik (موطأ الإمام مالك Muwaṭṭaʾ al-imām Mālik) és una obra de jurisprudència islàmica (fiqh) escrita per l'imam Màlik ibn Anas (mort l'any 795). Es considera el tractat més antic sobre jurisprudència islàmica i el més antic recull de hadits, els dits i fets del profeta Mahoma que constitueixen, juntament amb l'Alcorà, la base principal del fiqh.
Juntament amb les col·leccions Sahih al-Bukhari, Sahih Múslim i el Músnad de l'imam Àhmad ibn Hànbal, el Muwatta és una de les principals referències en tot allò que té a veure amb els hadits. L'obra conté 1.720 hadits, que s'organitzen temàticament en 61 capítols.

## Autenticitat
L'imam Màlik ibn Anas va compondre el Muwatta durant quaranta anys per relatar el «procés exemplar» dels habitants de Medina. El títol també significa que és un llibre «aprovat diverses vegades», en el sentit que el seu contingut fou aprovat per unanimitat per la població de Medina. El recull és considerat de qualitat pels teòlegs islàmics i les diveres escoles de fiqh, i els imams especialitzats en l'estudi dels hadits n'estan segurs de l'autenticitat.
Del Muwatta s'en conserven diverses versions, degudes a autors posteriors, la majoria deixebles, però no necessàriament. La versió més comuna i representativa de l'obra és la de Yahya ibn Yahya al-Laythí, de manera que quan es parla del Muwatta sense més, hom generalment es refereix a la versió d'aquest autor. Entre les altres versions conegudes, hom pot citar la de Muhàmmad aix-Xaybaní, que inclou opinions d'Abu-Hanifa an-Numan i d'ulemes de l'Iraq, allà on Yahya ibn Yahya al-Laythí informava de les de Màlik i els ulemes de Medina; la d'Àhmad ibn Abi-Bakr az-Zuhrí o la d'Ibn Wahb.
L'imam aix-Xafií en va dir, del Muwatta: «No hi ha a la faç de la terra un sol llibre —després del Llibre de Déu [i.e. l'Alcorà]— que siga més autèntic que el llibre de Màlik».

## Composició delMuwatta
El Muwatta conté uns 1.720 hadits, distribuïts de la següent manera, segons el seu origen:
- 600 hadits marfú, és a dir, atribuïts al profeta Mahoma
- 613 hadits mawquf, és a dir, atribuïts a companys del Profeta
- 285 hadits maqtú, és a dir, atribuïts a companys de companys del Profeta
- 222 hadits mursal, és a dir, amb un buit en la cadena de transmissió, però transmesos per una persona de confiança

## Comentaris al llibre
A causa de la seua importància com a obra per a la jurisprudència, el Muwatta ha estat objecte de diversos comentaris, sobretot per part d'estudiosos de l'escola malikita, especialment a l'Àndalus, però també d'autors d'altres escoles de jurisprudència, i tant d'autors antics com moderns. D'entre els comentaris, es poden destacar els següents títols:
- Kitab al-qabas fi-xarh Muwatta Màlik ibn Anas, d'Abu-Bakr ibn al-Arabí, considerat un dels millors comentaris mai fet a l'obra de Màlik.[15]
- At-tamhid, de l'andalusí Yússuf ibn Abd-al-Barr, ordenat a partir dels transmissors de hadits dels quals Màlik obté els hadits; inclou molta informació biogràfica de tots els transmissors en les cadenes de transmissió dels hadits.
- Al-istidhkar, també d'Ibn Abd-al-Barr, que és una exegesi jurídica dels hadits recollits al Muwatta.
- Al-imlà fi-xarh al-Muwatta, un extens comentari de l'erudit andalusí Ibn Hazm.[16]
- Xarh al-Muwatta, del cadi andalusí Abu-l-Walid al-Bají, que és un comentari que s'ha conservat en dues versions, una extensa, coneguda com Al-istifa, i una abreujada, Al-muntaqà.[17]
- Xarh Muwatta al-Màlik, de Muhàmmad az-Zurqaní, és un comentari en quatre volums popular per la seua senzillesa, que es considera basat en tres comentaris anteriors del Muwatta produïts a l'Àndalus: el Tamhid i l'Istidhkar d'Ibn Abd-al-Barr i el Muntaqà d'Abu-l-Walid al-Bají.

- Issaf al-mubatta bi-rijal al-muwatta, és un dels comentaris sobre el Muwatta que va escriure l'imam Jalal-ad-Din as-Suyutí, tot i ser un erudit de l'escola xafiita.

- Awjaz al-massàlik ila Muwatta imam Màlik, de Zakariyya Kandahlawi, és un comentari des de la perspectiva deobandita, començat per l'autor l'any 1927, mentre era a Medina.
- Kaixf al-mughatta min al-maani wa-l-alfadh al-wàqia fi-l-Muwatta, de l'erudit malikita de la Universitat de la Zituna Mohamed Tahar Ben Achour.